# Pibrac
Pibrac és un municipi francès del department de l'Alta Garona, a la regió Occitània. Està situat a 15 km a l'oest Tolosa.

## Monuments

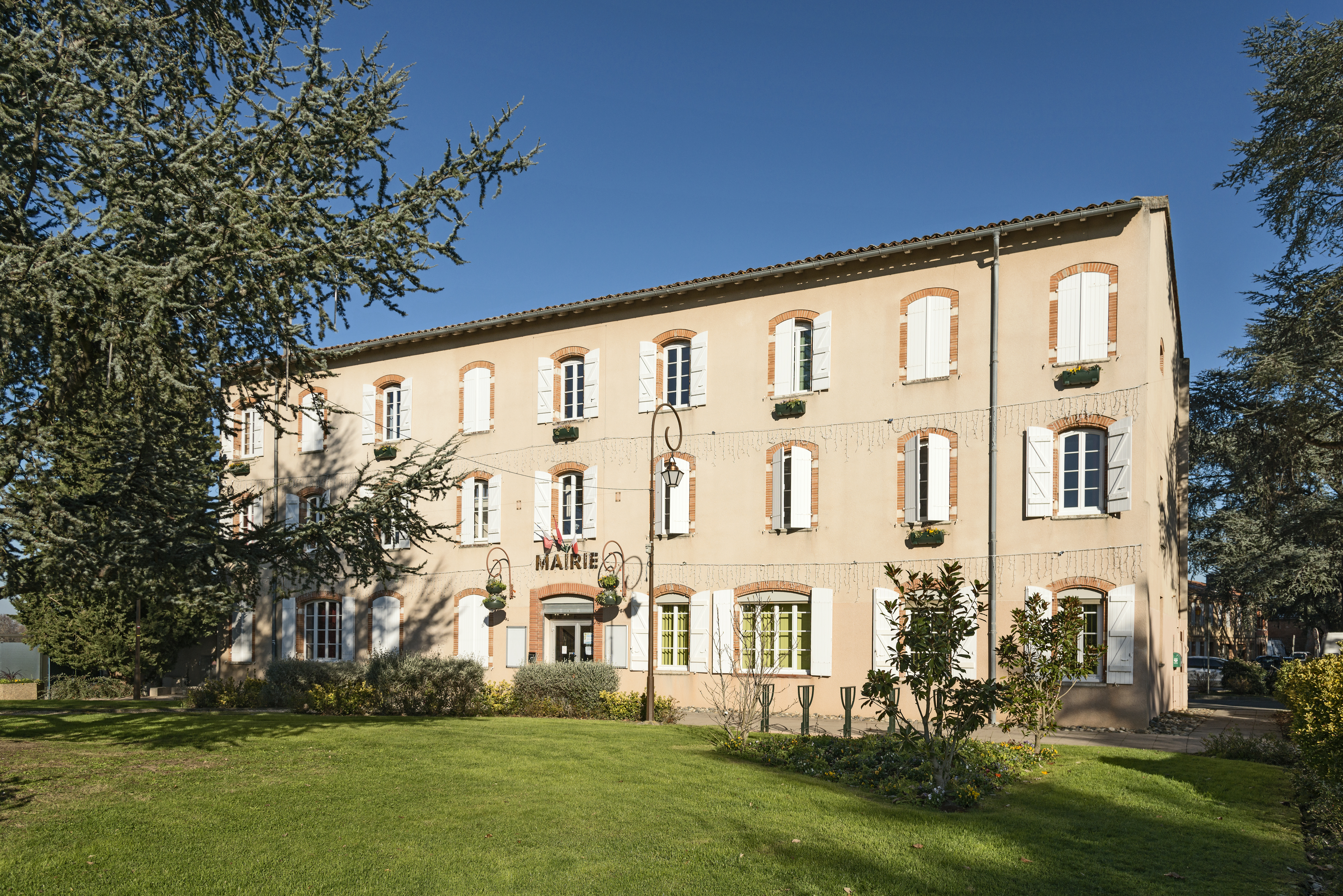
L'ajuntament.
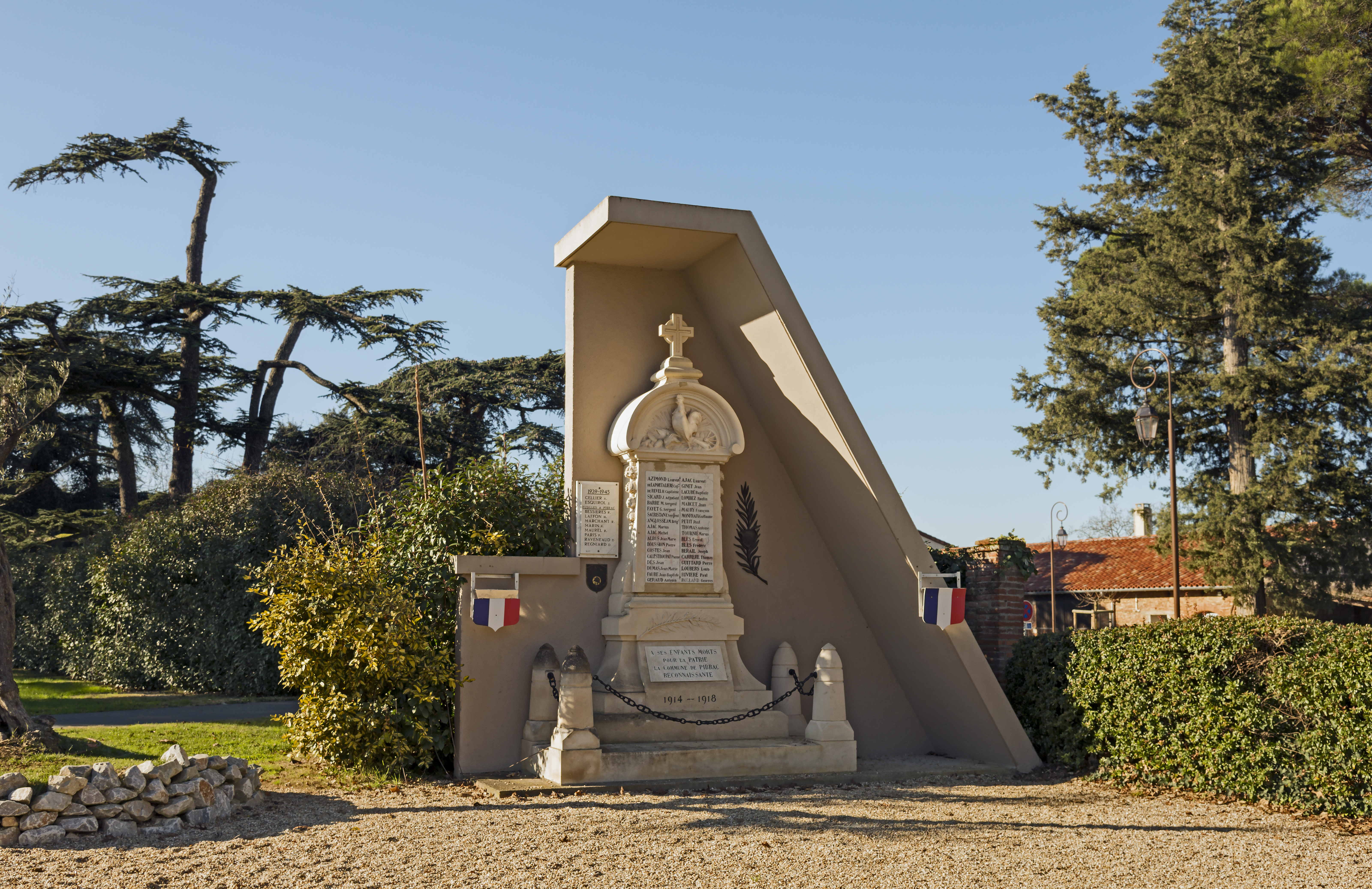
Monument als caiguts
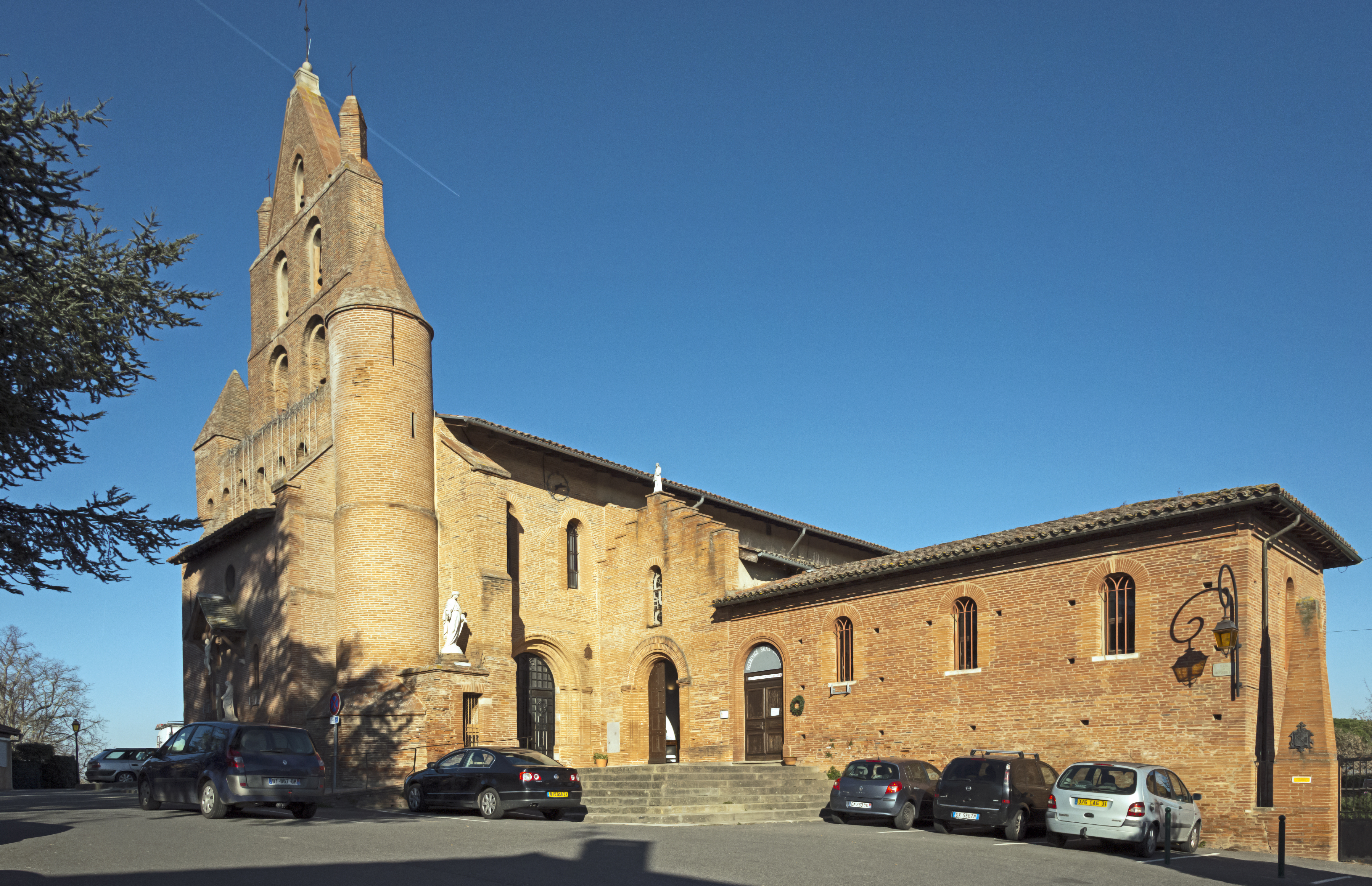
Església Sainte-Marie-Madeleine
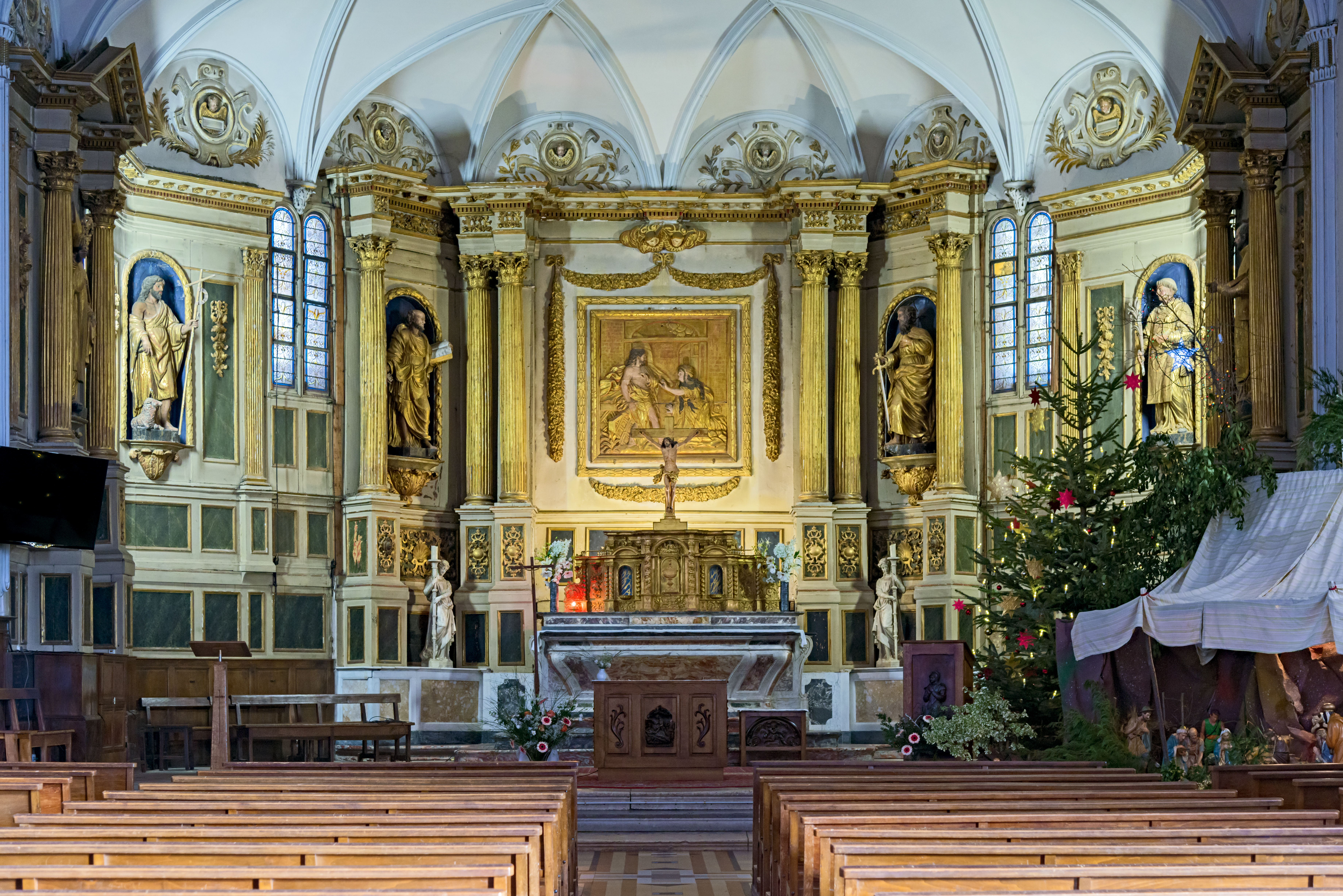
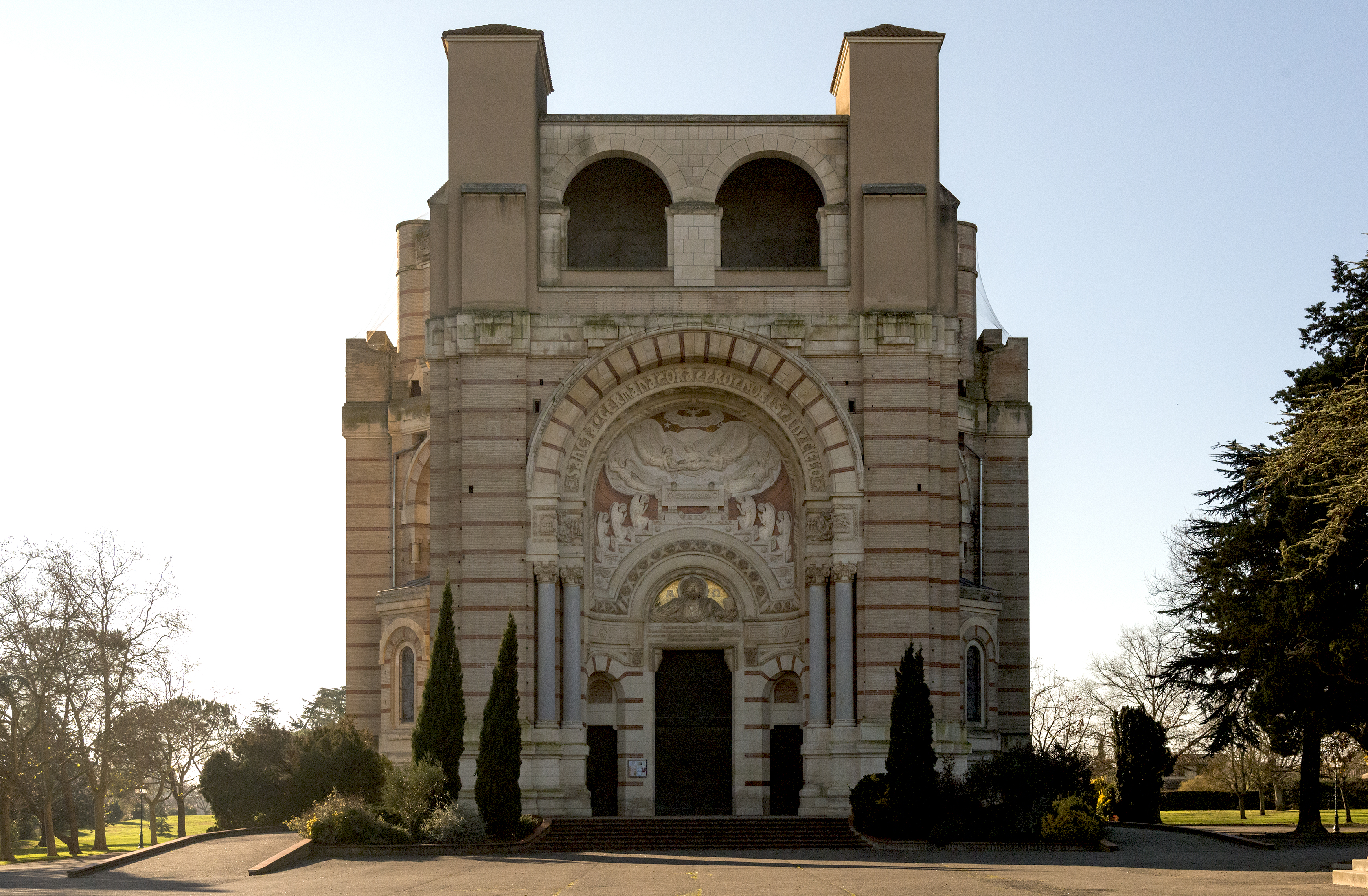
Basílica de St. Germaine
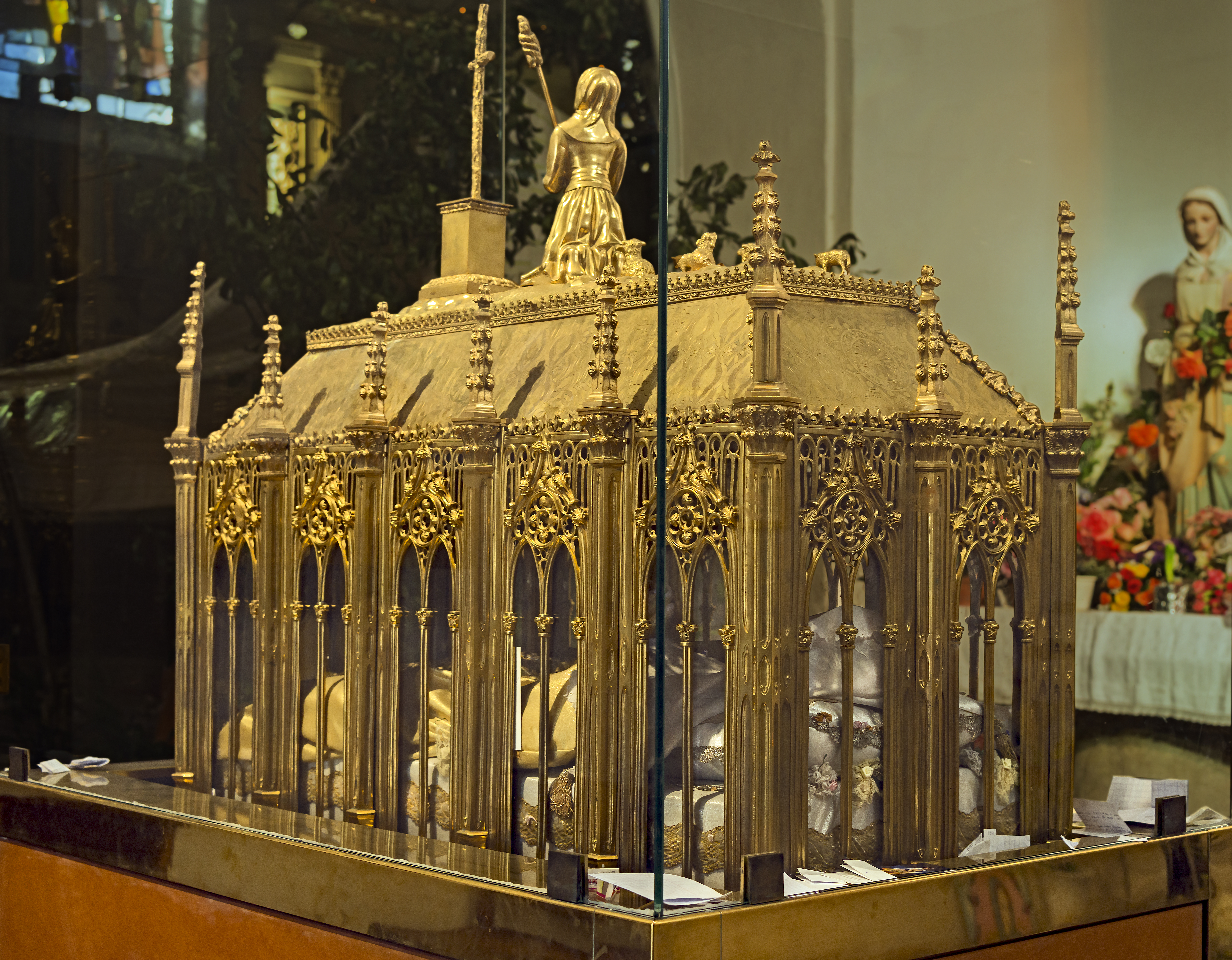
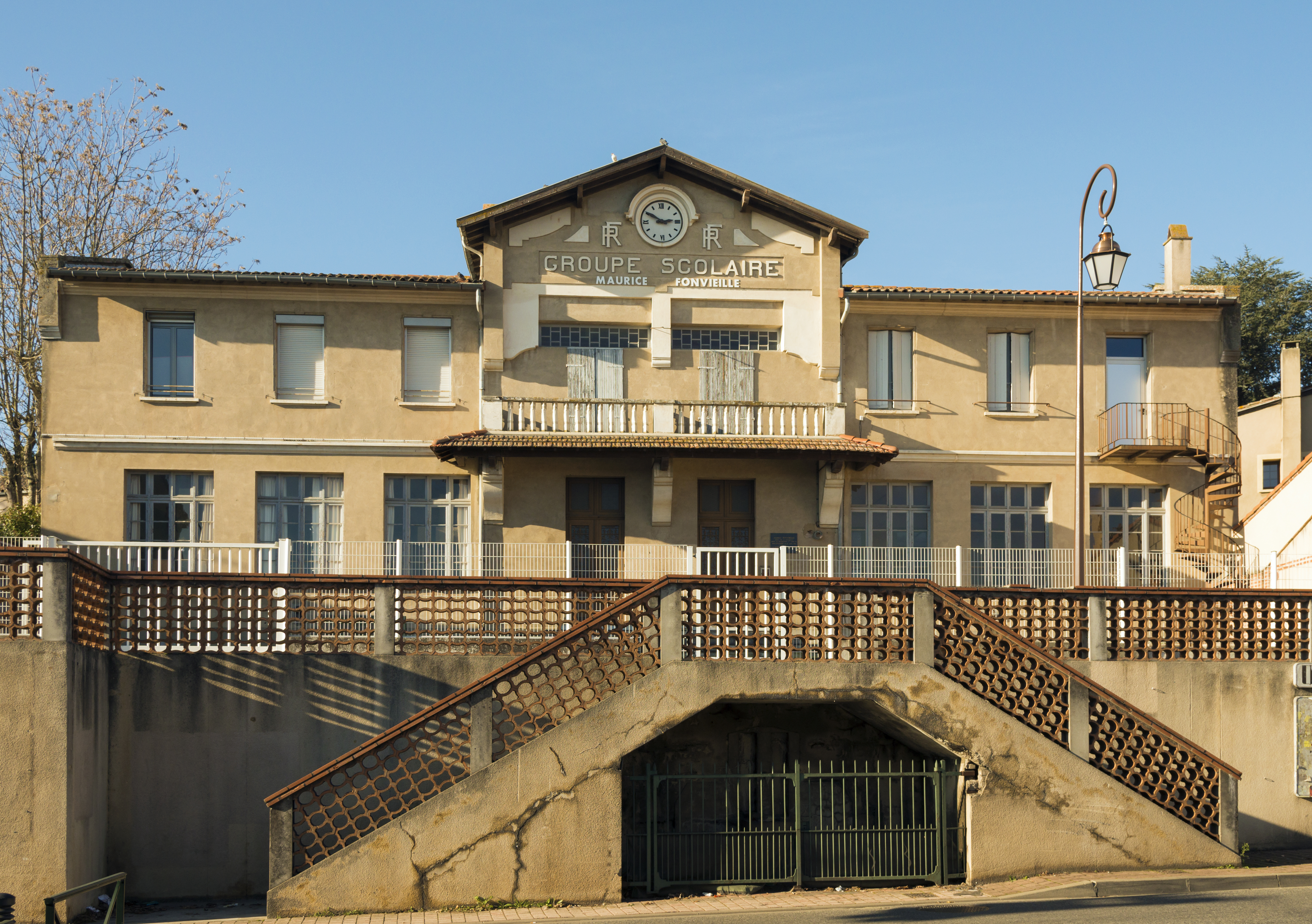
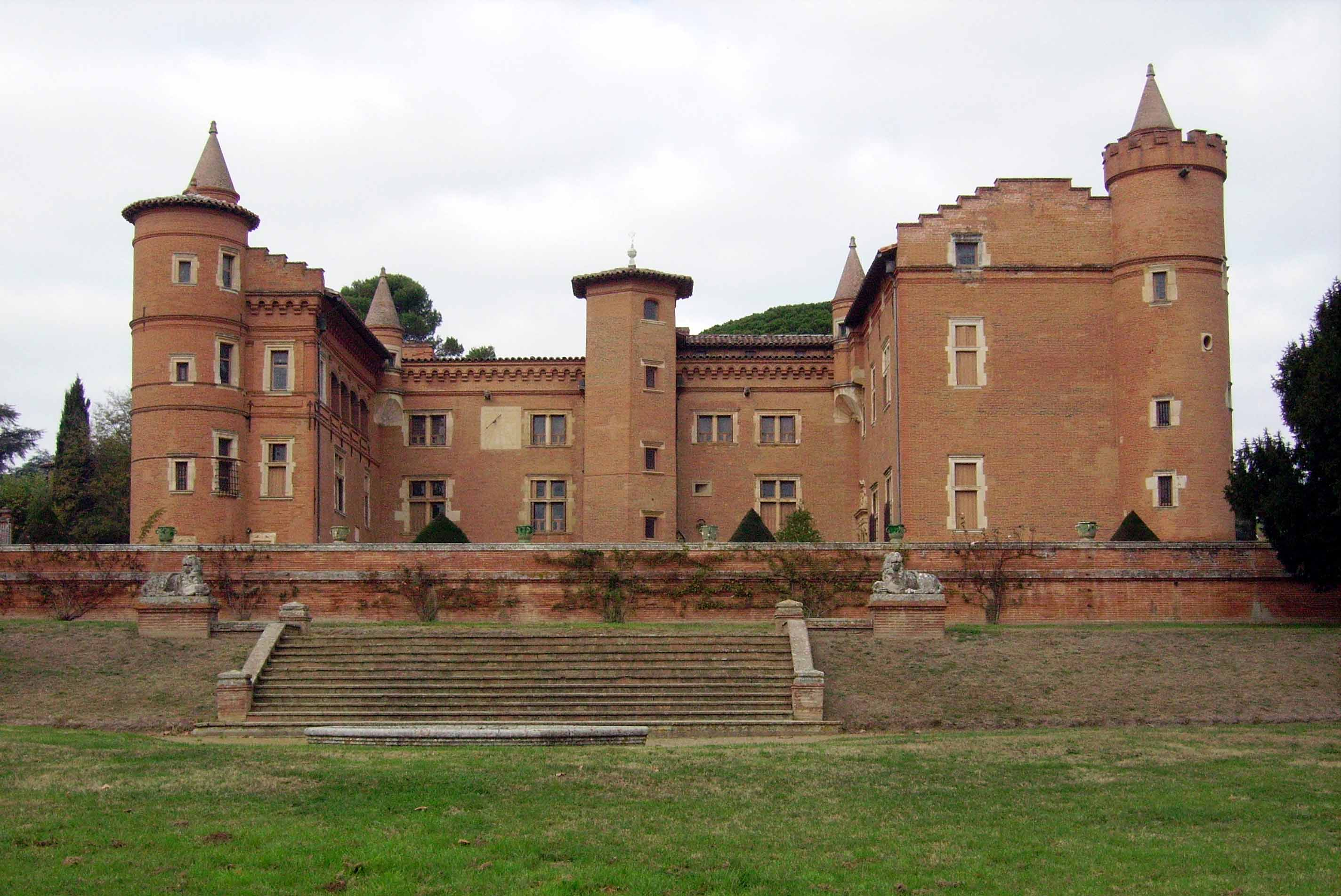

## Fills il·lustres
- Lucien Comire (1837-1908) jesuïta i compositor musical.